# Collegio di Wellingborough and Rushden
Wellingborough and Rushden è un collegio elettorale inglese situato nel Northamptonshire, nelle Midlands Orientali, rappresentato alla Camera dei comuni del Parlamento del Regno Unito. Elegge un membro del parlamento con il sistema first-past-the-post, ossia maggioritario a turno unico; l'attuale parlamentare è Gen Kitchen, del Partito Laburista, eletta con elezioni suppletive il 15 febbraio 2024.
Fino al 2024 il collegio era noto con il solo nome di Wellingborough.

## Estensione

Wellingborough dal 2010 al 2024

- 1918-1950: il Municipal Borough di Higham Ferrers, i distretti urbani di Finedon, Irthlingborough, Raunds, Rushden e Wellingborough, il distretto rurale di Wellingborough, e nel distretto rurale di Thrapston le parrocchie civili di Chelveston-cum-Caldecott, Hargrave e Stanwick.
- 1950-1974: il Municipal Borough di Higham Ferrers, i distretti urbani di Irthlingborough, Raunds, Rushden e Wellingborough, il distretto rurale di Wellingborough, e nel distretto rurale di Oundle and Thrapston le parrocchie civili di Chelveston-cum-Caldecott e Hargrave.
- 1974-1983: il Municipal Borough di Higham Ferrers, i distretti urbani di Irthlingborough, Oundle, Raunds, Rushden e Wellingborough, e i distretti rurali di Oundle and Thrapston e Wellingborough.
- 1983-2010: il borgo di Wellingborough e i ward del distretto di East Northamptonshire di Higham Ferrers, Rushden East, Rushden North, Rushden South e Rushden West.
- 2010-2024: i ward del borgo di Wellingborough di Brickhill, Castle, Croyland, Finedon, Great Doddington and Wilby, Hemmingwell, Irchester, North, Queensway, Redwell East, Redwell West, South, Swanspool e Wollaston, e i ward del distretto di East Northamptonshire di Higham Ferrers, e i 5 ward di Rushden di Hayden, Spencer, Bates, Sartoris e Pemberton.
- dal 2024: i ward del distretto di North Northamptonshire di Brickhill and Queensway; Croyland and Swanspool; Finedon; Hatton Park; Higham Ferrers; Irchester (distretti elettorali WIA e WIB); Irthlingborough (distretti elettorali SD e SF); Rushden Pemberton West e Rushden South.[1]

Il collegio prende il nome dalla città di Wellingborough, e copre quasi tutto il borgo di Wellingborough. Il collegio comprende anche Rushden e Higham Ferrers, un grande villaggio nel distretto confinante di East Northamptonshire.
Higham Ferrers fu un collegio di borough a sé stante, fino alla sua abolizione come uno dei borghi putridi nel 1832.

## Membri del parlamento
| Elezione | Elezione      | Deputato             | Partito            |
| -------- | ------------- | -------------------- | ------------------ |
|          | 1918          | Walter Smith         | Laburista          |
|          | 1922          | Geoffrey Shakespeare | Liberale Nazionale |
|          | 1923          | William Cove         | Laburista          |
| 1929     | George Dallas |                      | Laburista          |
|          | 1931          | Archibald James      | Conservatore       |
|          | 1945          | George Lindgren      | Laburista          |
|          | 1959          | Michael Hamilton     | Conservatore       |
|          | 1964          | Harry Howarth        | Laburista          |
|          | 1969 (S)      | Peter Fry            | Conservatore       |
|          | 1997          | Paul Stinchcombe     | Laburista          |
|          | 2005          | Peter Bone           | Conservatore       |
|          | 2023          | Peter Bone           | Indipendente       |
|          | 2024 (S)      | Gen Kitchen          | Laburista          |

## Elezioni

### Elezioni negli anni 2020
| Partito                    | Partito                                | Candidato                  | Risultati 4 luglio 2024 | Risultati 4 luglio 2024 |
| Partito                    | Partito                                | Candidato                  | Voti                    | %                       |
| -------------------------- | -------------------------------------- | -------------------------- | ----------------------- | ----------------------- |
|                            | Laburista                              | Gen Kitchen                | 17 734                  | 40,32                   |
|                            | Conservatore                           | David Goss                 | 12 248                  | 27,85                   |
|                            | Reform UK                              | Ben Habib                  | 9 456                   | 21,50                   |
|                            | Verdi                                  | Paul Mannion               | 2 704                   | 6,15                    |
|                            | Lib Dem                                | Christopher Townsend       | 1 570                   | 3,57                    |
|                            | Social Democratico                     | Jeremy Brittin             | 273                     | 0,62                    |
|                            |                                        |                            |                         |                         |
| Iscritti                   | Iscritti                               | Iscritti                   | 77 559                  | 100,00                  |
| ↳ Votanti (% su iscritti)  | ↳ Votanti (% su iscritti)              | ↳ Votanti (% su iscritti)  | 43 985                  | 56,71                   |
| ↳ Astenuti (% su iscritti) | ↳ Astenuti (% su iscritti)             | ↳ Astenuti (% su iscritti) | 33 574                  | 43,29                   |
|                            |                                        |                            |                         |                         |
|                            | Esito: collegio confermato a Laburista |                            |                         |                         |

| Partito                    | Partito                                           | Candidato                             | Risultati 15 febbraio 2024 | Risultati 15 febbraio 2024 |
| Partito                    | Partito                                           | Candidato                             | Voti                       | %                          |
| -------------------------- | ------------------------------------------------- | ------------------------------------- | -------------------------- | -------------------------- |
|                            | Laburista                                         | Gen Kitchen                           | 13 844                     | 45,92                      |
|                            | Conservatore                                      | Helen Harrison                        | 7 408                      | 24,57                      |
|                            | Reform UK                                         | Ben Habib                             | 3 919                      | 13,00                      |
|                            | Lib Dem                                           | Ana Gunn                              | 1 422                      | 4,72                       |
|                            | —                                                 | Marion Turner-Hawes                   | 1 115                      | 3,70                       |
|                            | Verdi                                             | Will Morris                           | 1 020                      | 3,38                       |
|                            | Indipendente                                      | Kev Watts                             | 533                        | 1,77                       |
|                            | Britain First                                     | Alex Merola                           | 477                        | 1,58                       |
|                            | Monster Raving Loony                              | Nick the Flying Brick                 | 217                        | 0,72                       |
|                            | Indipendente                                      | Andre Pyne-Bailey                     | 172                        | 0,57                       |
|                            | —                                                 | Ankit Love Jknpp Jay Mala Post-Mortem | 18                         | 0,06                       |
|                            |                                                   |                                       |                            |                            |
| Iscritti                   | Iscritti                                          | Iscritti                              | 79 376                     | 100,00                     |
| ↳ Votanti (% su iscritti)  | ↳ Votanti (% su iscritti)                         | ↳ Votanti (% su iscritti)             | 30 220                     | 38,07                      |
| ↳ Astenuti (% su iscritti) | ↳ Astenuti (% su iscritti)                        | ↳ Astenuti (% su iscritti)            | 49 156                     | 61,93                      |
|                            |                                                   |                                       |                            |                            |
|                            | Esito: collegio passa da Conservatore a Laburista |                                       |                            |                            |

### Elezioni negli anni 2010
| Partito                    | Partito                                   | Candidato                  | Risultati 12 dicembre 2019 | Risultati 12 dicembre 2019 |
| Partito                    | Partito                                   | Candidato                  | Voti                       | %                          |
| -------------------------- | ----------------------------------------- | -------------------------- | -------------------------- | -------------------------- |
|                            | Conservatore                              | Peter Bone                 | 32 277                     | 62,18                      |
|                            | Laburista                                 | Andrea Watts               | 13 737                     | 26,46                      |
|                            | Lib Dem                                   | Suzanna Austin             | 4 078                      | 7,86                       |
|                            | Verdi                                     | Marion Turner-Hawes        | 1 821                      | 3,51                       |
|                            |                                           |                            |                            |                            |
| Iscritti                   | Iscritti                                  | Iscritti                   | 80 764                     | 100,00                     |
| ↳ Votanti (% su iscritti)  | ↳ Votanti (% su iscritti)                 | ↳ Votanti (% su iscritti)  | 52 913                     | 65,52                      |
| ↳ Astenuti (% su iscritti) | ↳ Astenuti (% su iscritti)                | ↳ Astenuti (% su iscritti) | 27 851                     | 34,48                      |
|                            |                                           |                            |                            |                            |
|                            | Esito: collegio confermato a Conservatore |                            |                            |                            |

| Partito                    | Partito                                   | Candidato                  | Risultati 8 giugno 2017 | Risultati 8 giugno 2017 |
| Partito                    | Partito                                   | Candidato                  | Voti                    | %                       |
| -------------------------- | ----------------------------------------- | -------------------------- | ----------------------- | ----------------------- |
|                            | Conservatore                              | Peter Bone                 | 30 579                  | 57,44                   |
|                            | Laburista                                 | Andrea Watts               | 18 119                  | 34,03                   |
|                            | UKIP                                      | Alan Shipham               | 1 804                   | 3,39                    |
|                            | Lib Dem                                   | Chris Nelson               | 1 782                   | 3,35                    |
|                            | Verdi                                     | Jonathan Hornett           | 956                     | 1,80                    |
|                            |                                           |                            |                         |                         |
| Iscritti                   | Iscritti                                  | Iscritti                   | 79 226                  | 100,00                  |
| ↳ Votanti (% su iscritti)  | ↳ Votanti (% su iscritti)                 | ↳ Votanti (% su iscritti)  | 53 240                  | 67,20                   |
| ↳ Astenuti (% su iscritti) | ↳ Astenuti (% su iscritti)                | ↳ Astenuti (% su iscritti) | 25 986                  | 32,80                   |
|                            |                                           |                            |                         |                         |
|                            | Esito: collegio confermato a Conservatore |                            |                         |                         |

| Partito                    | Partito                                   | Candidato                  | Risultati 7 maggio 2015 | Risultati 7 maggio 2015 |
| Partito                    | Partito                                   | Candidato                  | Voti                    | %                       |
| -------------------------- | ----------------------------------------- | -------------------------- | ----------------------- | ----------------------- |
|                            | Conservatore                              | Peter Bone                 | 26 265                  | 52,08                   |
|                            | UKIP                                      | Jonathan Munday            | 9 868                   | 19,57                   |
|                            | Laburista                                 | Richard Garvie             | 9 839                   | 19,51                   |
|                            | Lib Dem                                   | Chris Nelson               | 2 240                   | 4,44                    |
|                            | Verdi                                     | Marion-Turner-Hawes        | 2 218                   | 4,40                    |
|                            |                                           |                            |                         |                         |
| Iscritti                   | Iscritti                                  | Iscritti                   | 77 110                  | 100,00                  |
| ↳ Votanti (% su iscritti)  | ↳ Votanti (% su iscritti)                 | ↳ Votanti (% su iscritti)  | 50 430                  | 65,40                   |
| ↳ Astenuti (% su iscritti) | ↳ Astenuti (% su iscritti)                | ↳ Astenuti (% su iscritti) | 26 680                  | 34,60                   |
|                            |                                           |                            |                         |                         |
|                            | Esito: collegio confermato a Conservatore |                            |                         |                         |

| Partito                    | Partito                                   | Candidato                  | Risultati 6 maggio 2010 | Risultati 6 maggio 2010 |
| Partito                    | Partito                                   | Candidato                  | Voti                    | %                       |
| -------------------------- | ----------------------------------------- | -------------------------- | ----------------------- | ----------------------- |
|                            | Conservatore                              | Peter Bone                 | 24 918                  | 48,23                   |
|                            | Laburista                                 | Jayne Buckland             | 13 131                  | 25,42                   |
|                            | Lib Dem                                   | Kevin Barron               | 8 848                   | 17,13                   |
|                            | UKIP                                      | Adrian Haynes              | 1 636                   | 3,17                    |
|                            | BNP                                       | Rob Walker                 | 1 596                   | 3,09                    |
|                            | Democratici                               | Terry Spencer              | 530                     | 1,03                    |
|                            | Verdi                                     | Jonathan Hornett           | 480                     | 0,93                    |
|                            | TUSC                                      | Paul Crofts                | 249                     | 0,48                    |
|                            | Indipendente                              | Gary Donaldson             | 240                     | 0,46                    |
|                            | Indipendente                              | Marcus Lavin               | 33                      | 0,06                    |
|                            |                                           |                            |                         |                         |
| Iscritti                   | Iscritti                                  | Iscritti                   | 76 876                  | 100,00                  |
| ↳ Votanti (% su iscritti)  | ↳ Votanti (% su iscritti)                 | ↳ Votanti (% su iscritti)  | 51 661                  | 67,20                   |
| ↳ Astenuti (% su iscritti) | ↳ Astenuti (% su iscritti)                | ↳ Astenuti (% su iscritti) | 25 215                  | 32,80                   |
|                            |                                           |                            |                         |                         |
|                            | Esito: collegio confermato a Conservatore |                            |                         |                         |

### Elezioni negli anni 2000
| Partito                    | Partito                                           | Candidato                  | Risultati 5 maggio 2005 | Risultati 5 maggio 2005 |
| Partito                    | Partito                                           | Candidato                  | Voti                    | %                       |
| -------------------------- | ------------------------------------------------- | -------------------------- | ----------------------- | ----------------------- |
|                            | Conservatore                                      | Peter Bone                 | 22 674                  | 42,78                   |
|                            | Laburista                                         | Paul Stinchcombe           | 21 987                  | 41,48                   |
|                            | Lib Dem                                           | Richard Church             | 6 147                   | 11,60                   |
|                            | UKIP                                              | James Wrench               | 1 214                   | 2,29                    |
|                            | Veritas                                           | Nicholas Alex              | 749                     | 1,41                    |
|                            | Laburista Socialista                              | Andy Dickson               | 234                     | 0,44                    |
|                            |                                                   |                            |                         |                         |
| Iscritti                   | Iscritti                                          | Iscritti                   | 79 706                  | 100,00                  |
| ↳ Votanti (% su iscritti)  | ↳ Votanti (% su iscritti)                         | ↳ Votanti (% su iscritti)  | 53 005                  | 66,50                   |
| ↳ Astenuti (% su iscritti) | ↳ Astenuti (% su iscritti)                        | ↳ Astenuti (% su iscritti) | 26 701                  | 33,50                   |
|                            |                                                   |                            |                         |                         |
|                            | Esito: collegio passa da Laburista a Conservatore |                            |                         |                         |

| Partito                    | Partito                                | Candidato                  | Risultati 7 giugno 2001 | Risultati 7 giugno 2001 |
| Partito                    | Partito                                | Candidato                  | Voti                    | %                       |
| -------------------------- | -------------------------------------- | -------------------------- | ----------------------- | ----------------------- |
|                            | Laburista                              | Paul Stinchcombe           | 23 867                  | 46,79                   |
|                            | Conservatore                           | Peter Bone                 | 21 512                  | 42,18                   |
|                            | Lib Dem                                | Peter Gaskell              | 4 763                   | 9,34                    |
|                            | UKIP                                   | Tony Ellwood               | 864                     | 1,69                    |
|                            |                                        |                            |                         |                         |
| Iscritti                   | Iscritti                               | Iscritti                   | 79 572                  | 100,00                  |
| ↳ Votanti (% su iscritti)  | ↳ Votanti (% su iscritti)              | ↳ Votanti (% su iscritti)  | 51 006                  | 64,10                   |
| ↳ Astenuti (% su iscritti) | ↳ Astenuti (% su iscritti)             | ↳ Astenuti (% su iscritti) | 28 566                  | 35,90                   |
|                            |                                        |                            |                         |                         |
|                            | Esito: collegio confermato a Laburista |                            |                         |                         |

## Risultati dei referendum

### Referendum sulla permanenza del Regno Unito nell'Unione europea del 2016
|  | Collegio       | Lasciare UE % | Rimanere in UE % |
|  | -------------- | ------------- | ---------------- |
|  | Wellingborough | 62,9%         | 37,1%            |
|  | Inghilterra    | 53,3%         | 46,7%            |
|  | Regno Unito    | 51,9%         | 48,1%            |